# District Tukums
Het district Tukums (Tukuma rajons) is een voormalig district in het westen van Letland, grotendeels behorend tot de historische regio Koerland.
Het district werd opgeheven bij de administratief-territoriale herziening in 2009. Bij opheffing telde het district 54.000 inwoners; het had een grootte van 2450 km².
Bij de opheffing zijn op het gebied van het district de volgende gemeenten gevormd:
- Kandavas novads
- Tukuma novads
- Engures novads
- Jaunpils novads

Sinds 1 juli 2021 gingen deze vier gemeenten op in de nieuwe gemeente Tukuma novads, waarvan het grondgebied dus overeenkomt met dat van het vroegere district.